# Monsters vs. Aliens (jogo eletrônico)
Monsters vs. Aliens e um jogo de ação e aventura, foi desenvolvido pela Beenox e publicado pela Activision, foi lançado em 24 de março de 2009 para PlayStation 2, Nintendo DS, Xbox 360, PlayStation 3, Wii e Microsoft Windows, a versão do Nintendo DS foi desenvolvido pela Amaze Entertainment, permite aos usuários jogar cenas do filme como Ginormica, BOB e The Missing Link, e apresenta drop-in/out co-op.
Os atores que reprisaram seus papéis no filme incluem Reese Witherspoon, Seth Rogen, Will Arnett e Rainn Wilson.

## Jogabilidade
Os jogadores assumem o controle de Susan Murphy/Ginormica, Missing Link, B.O.B.  e Dr. Barata Ph.D.  em todas as plataformas, bem como Insectosaurus na versão Nintendo DS do jogo. Cada nível é dividido em vários estágios nos quais o jogador assume o controle das habilidades únicas de cada monstro para lutar contra os inimigos. O Missing Link pode ficar nas laterais de grandes chefes robóticos, assumir o controle de torres de mísseis e enganar seus oponentes com habilidades acrobáticas superiores. PRUMO: tem que resolver quebra-cabeças complexos passo a passo em labirintos 3-D, pode transformar geradores de plasma flutuantes em torres pessoais, deslizar por grades e usar inimigos como cartões-chave vivos/munições.  Ginormica pode usar carros, jipes e plataformas flutuantes como patins para correr, chutar, pular e abaixar os inimigos e lutar contra todos os chefes para devastar os inimigos.  Se o jogador escolher o modo cooperativo, o Dr. Cockroach pode aparecer como um jogador secundário com B.O.B.  ou use seu "Multiplayer Drone", que pode atirar em obstáculos, inimigos e outros itens. Dr.  A música foi composta por Jim Dooley, com metais ao vivo gravados no Warner Bros. Eastwood Scoring Stage.

## Trama
O jogador começa preso em uma instalação de contenção de monstros sob o comando do General W. R. Monger, com Insectosaurus, Susan (A.K.A. Ginormica,) B.O.B., The Missing Link e Dr.  Susan quebra uma parede e os monstros escapam e desativam um gigante robô anti-monstro conhecido como US Avenger, mas são recapturados por Monger, que está acompanhado por uma força de soldados, tanques e helicópteros.  Enquanto isso, surge uma cratera gigante, ao redor da qual os militares colocam bloqueios e o presidente dos Estados Unidos tenta negociar com um suposto ser extraterrestre. A cratera explode e um robô alienígena gigante, provavelmente do tamanho de um insetossauro, emerge e começa a destruir tudo. Monger faz um acordo com os monstros, prometendo liberdade em troca da ajuda dos monstros para parar o robô.

## Recepção
No Metacritic, todas as versões receberam "críticas mistas ou médias". Todas as plataformas marcaram 5/10 em IGN, com exceção da versão do Nintendo DS, que marcou 3/10.